# Bill James
Pour les articles homonymes, voir Bill James (homonymie) et James.
Œuvres principales
- Série Harpur et Iles

Allan James Tucker, né le 15 août 1929 à Cardiff au Pays de Galles et mort le 17 juin 2023, est un écrivain britannique. Il écrit des romans policiers. Bill James est le principal pseudonyme littéraire de Allan James Tucker. Celui-ci a également publié sous le nom de David Craig et de Judith Jones. 

## Biographie
Il obtient une maîtrise de lettres à l'Université du pays de Galles. Il devient journaliste et travaille pour le Western Mail, le South Wales Echo, le Daily Mirror ou le Sunday Times.
Il débute comme écrivain avec des romans d'histoires et de fictions publiés sous le nom de James Tucker et sous le pseudonyme de David Craig. C'est sous ce pseudonyme qu'il produit la quasi-intégralité de ses écrits jusqu'en 1985, date à laquelle il publie la première histoire du super intendant Collin Harpur et de son patron Desmond Iles sous le nouveau pseudonyme de Bill James. Il met en sommeil pendant dix années le pseudonyme de David Craig et signe douze romans de cette nouvelle série avant de publier régulièrement des romans sous les deux pseudonymes. En 1998, il utilise le nouveau pseudonyme de Judith Jones et écrit deux romans consacrés à Kerry Lake dont la troisième aventure est publiée sous le nom de Bill James.
En France, les ouvrages de Bill James sont publiés par François Guérif dans la collection Rivages/Noir. La série mettant en scène ses deux personnages récurrents, le super intendant Collin Harpur et son patron Desmond Iles, est publiée en France à partir de 1998 et commence avec Retour après la nuit (Roses, Roses) qui n’est que le dixième livre de la série. La publication de cette série ne respecte en aucune manière la chronologie de la publication originale. À ce jour, la série Harpur & Iles compte trente-trois romans, dont quatorze traduits en France.
Deux ouvrages écrits sous le pseudonyme de David Craig ont été publiés dans les années 1970 par la Série noire.
Deux de ses ouvrages ont été adaptés au cinéma. En 1977, Michael Apted réalise le film Le Piège infernal d'après le roman Whose Little Girl Are You? et en 2013, Serge Bozon réalise Tip Top d'après le roman Tip Top (Mal à la tête en français).
Allan James Tucker se consacre aujourd'hui à l'écriture, il réside au pays de Galles et travaille également comme intervenant pour les cours de création littéraire à l'Université du pays de Galles.

## Œuvres

### Sous le pseudonyme de Bill James

#### SérieHarpur et Iles
- You'd Better Believe It (1985) Publié en français sous le titre Raid sur la ville,traduction de Danièle et Pierre Bondil, Paris, Payot & Rivages, coll. « Rivages/Noir » no 440, 2002
- The Lolita Man (1986) Publié en français sous le titre Lolita Man,traduction de Danièle et Pierre Bondil, Paris, Payot & Rivages, coll. « Rivages/Noir » no 365, 2000
- Halo Parade (1987) Publié en français sous le titre Le Cortège du souvenir,traduction de Danièle et Pierre Bondil, Paris, Payot & Rivages, coll. « Rivages/Noir »  no 472, 2003
- Protection ou Harpur and Iles (1988) Publié en français sous le titre Protection, traduction de Danièle et Pierre Bondil, ParisPayot & Rivages, coll. « Rivages/Noir » no 517, 2004
- Come Clean (1989) Publié en français sous le titre Franc-jeu, traduction de Danièle et Pierre Bondil, Paris, Payot & Rivages, coll. « Rivages/Noir » no 583, 2005
- Take (1990) Publié en français sous le titre Sans états d'âme, Paris, Payot & Rivages, coll. « Rivages/Noir » no 655, 2007
- Club (1991) Publié en français sous le titre Club, Paris, Payot & Rivages, coll. « Rivages/Noir » no 708, 2008
- Astride a Grave (1991) Publié en français sous le titre À cheval sur une tombe, Paris, Payot & Rivages, coll. « Rivages/Noir »  no 798, 2010
- Gospel (1992) Publié en français sous le titre Question d'éthique, Paris, Payot & Rivages, coll. « Rivages/Noir »  no 837, 2011
- Roses, Roses (1993) Publié en français sous le titre Retour après la nuit, traduction de Danièle et Pierre Bondil, Paris, Payot & Rivages, coll. « Rivages/Noir » no 310, 1998, réédition "Les Iconiques", 2024, 4e de couverture : traduction de Danièle et Pierre Bondil.
- In Good Hands (1994) Publié en français sous le titre En de bonnes mains, Paris, Payot & Rivages, coll. « Rivages/Noir » no 911, 2013
- The Detective is Dead (1995)  - Grand prix du roman noir étranger 2015[2]Publié en français sous le titre L'inspecteur est mort, Paris, Payot & Rivages, coll. « Rivages/Noir » no 946, 2014
- Top Banana (1996) Publié en français sous le titre Le Big Boss, Paris, Payot & Rivages, coll. « Rivages/Noir » no 1029, 2016
- Panicking Ralph (1997)
- Lovely Mover (1998)
- Eton Crop (1999)
- Kill Me (2000)
- Pay Days (2001)
- Naked at the Window (2002)
- The Girl with the Long Back (2003)
- Easy Streets (2004)
- Wolves of Memory (2005)
- Girls (2006)
- Pix (2007)
- In the Absence of Iles (2008) Publié en français sous le titre En son absence, Paris, Payot & Rivages, coll. « Rivages/Noir » no 747, 2009
- Hotbed (2009)
- I Am Gold (2010)
- Vacuum (2011)
- Undercover (2012)
- Play Dead (2013)
- Disclosures (2014)
- Blaze Away (2015)
- First Fix Your Alibi (2016)
- Close (2017)
- Hitmen I Have Known (2019)

#### SérieSimon Abelard
- Split (2001)
- A Man's Enemies (2003)

#### SérieKerry Lake
- Baby Talk (1998) (coécrit avec Judith Jones)
- After Melissa (1999) (coécrit avec Judith Jones)
- Double Jeopardy (2002)

#### Autres romans sous le nom de Bill James
- The Last Enemy (1997)
- Middleman (2002)
- Between Lives (2003)
- Making Stuff Up (2006)
- The Sixth Man and other Stories (nouvelles) (2006)
- Letters from Carthage (2007) Publié en français sous le titre Lettres de Carthage, Paris, Payot & Rivages, coll. « Rivages/Thriller », 2012
- Off-street Parking (2008)
- Full of Money (2009)
- World War Two Will Not Take Place (2011)
- Noose (2013)
- Snatched (2014)

### Sous le pseudonyme de David Craig

#### SérieRoy Rickman
- The Alias Man (1968)
- Message Ends (1969)
- Contact Lost (1970)

#### SérieBellecroix and Roath
- Young Men May Die (1970)
- A Walk at Night (1971)

#### SérieBrade and Jenkins
- Forget it (1995)
- The Tattoed Detective (1998)
- Torch (1999)
- Bay City (2000)

#### SérieSally Bithron
- Hear me Talking to You (2005)
- Tip Top (2006) Publié en français sous le pseudonyme Bill James et sous le titre Mal à la tête, Paris, Payot & Rivages, coll. « Rivages/Noir » no 684, 2008

#### Autres romans sous le pseudonyme de David Craig
- Up from the Grave (1971)
- Double Take (1972) Publié en français sous le titre Alerte à la fraîche, Paris, Gallimard, coll. « Série noire » no 1577, 1973
- Bolthole ou Knifeman) (1973) Publié en français sous le titre Le Lapin enragé, Paris, Gallimard, coll. « Série noire » no 1646, 1974
- A Dead Liberty, 1974 (1974)
- Whose Little Girl are You? (1974)
- The Albion Case (1975)
- Faith, Hope and Death (1976)

### Sous le pseudonyme de Judith Jones

#### SérieKerry Lake
- Baby Talk, (1998)
- After Melissa, (1999)

### Sous le nom de James Tucker
- Equal Partners (1960)
- The Right Hand Man (1961)
- Burster (1966)
- Honourable Estates (1966)
- The Novels of Anthony Powell (1976)
- Blaze of Riot (1979)
- The King's Friends (1982)

## Adaptations

### Adaptations au cinéma
- 1977 : Le Piège infernal (The Squeeze), film américain réalisé par Michael Apted, d'après le roman Whose Little Girl Are You?, avec Stacy Keach.
- 2013 : Tip Top, film français réalisé par Serge Bozon, d'après le roman Mal à la tête (Tip Top).

## Prix et nominations

### Prix
- Prix du polar européen 2004 pour Protection[3]

### Nominations
- Gold Dagger Award 1985 pour You’d Better Believe It[4]
- Gold Dagger Award 2006 pour Wolves of Memory[4]